# بوشيدو

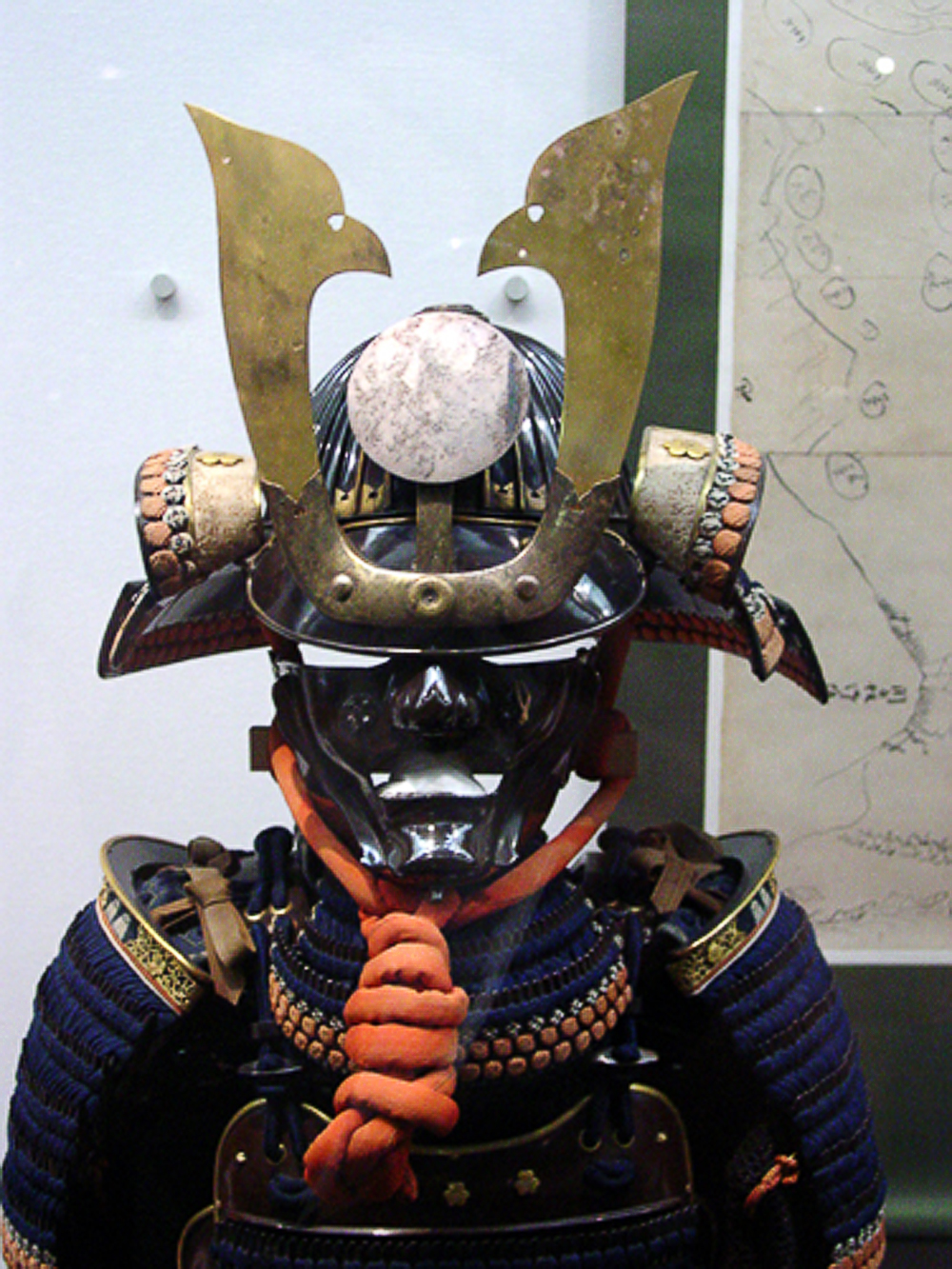
درع تقليدية لأحد المحاربين اليابانيين (بوشي) من القرون الوسطى (فترة أزوشي موموياما؟) - المتحف التاريخي في يوكوهاما (اليابان)

بوشيدو (باليابانية: 武士道 = طريق المحارب) هي مجموعة من القوانين الأخلاقية التي كان يتبعها المحاربون (بوشي) في اليابان أثناء العصور الوسطى، دُونت أثناء فترة إيدو (1603-1867م)، تأثرت هذه التعاليم بمذهب زن البوذي والعقيدة الكونفشيوسية.

## تدوين التعاليم
كان «ياماغا سوكو» ع (1622-1685م) أول من تعرض لمبادئ الـ«بوشيدو» وفسرها في مجموعة رسائله. ساوى الأخير بين رجل الساموراي من جهة والرجل الفاضل حسب تصور الفلسفة الكونفشيوسية، كان يعتقد أن دور هؤلاء المحاربين هو أن يصبحوا مثلا أعلى في الفضائل والأخلاق الرفيعة بالنسبة للطبقات الدنيا من الشعب. من غير أن يغفل دور إحدى الفضائل الأساسية في الكونفشيوسية: الإحسان أو البر، قام «سوكو» بإبراز فضيلة الاستقامة، وجعلها فريضة أساسية، وواجبا. يعتبر كتاب الـ«هاغاكوره» (تحت ظلال الأوراق) والذي صنفه عام 1716 م، أحد المحاربين من مقاطعة ساغا: ياماموتو تسونيموتو، أحد أهم المصنفات التي تتناول تعاليم البوشيدو. يقوم الكتاب بإبراز فضائل الساموراي، والذي يتوجب عليه أن يضع حياته لخدمة سيده، والتضحية بها إذا تطلب الأمر ذلك.

## التعاليم

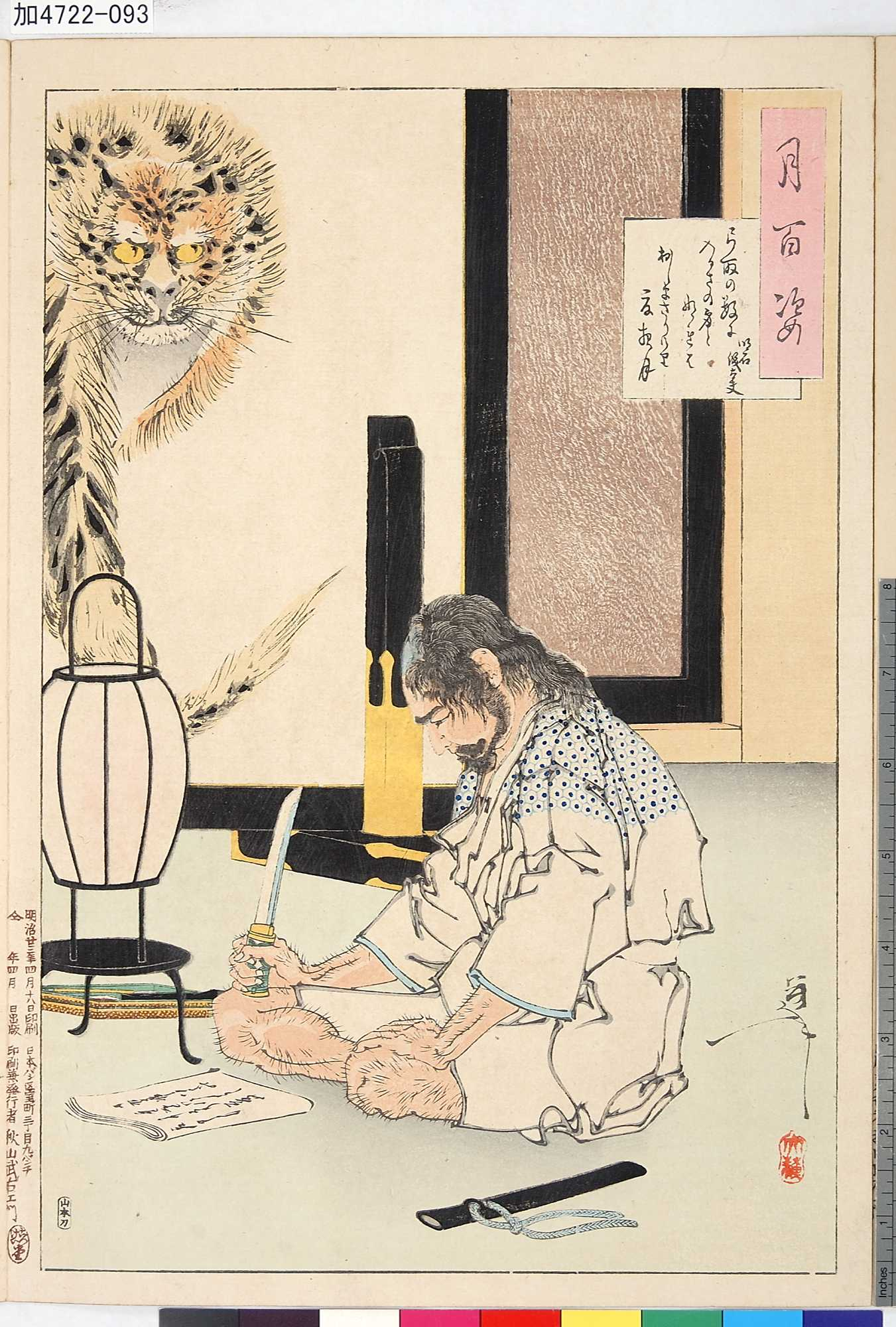
القائد أكاشي غيدايو يخُط بيتا من الشعر، قبل أن يقوم بالسيبوكو بعد أن خسر إحدى المعارك، روشم يعود إلى فترة إيدو للفنان يوشيتوشي تسوكيوكا (1890م)

تعرضت تعاليم البوشيدو إلى جانبين من حياة المحاربين، معايشتهم للحروب والقتال من جهة ثم الحياة العامة اليومية من جهة أخرى. تركز تعاليم البوشيدو على تنمية الروح المعنوية القتالية للمحارب، وكذا الحالة البدنية والمهارات القتالية، تحفز هذه التعاليم المحاربين على إبداء الشجاعة أمام الخصم، والتحلي بالإخلاص، الأمانة وروح التضحية، هذا في الجانب الحربي، إلا أنها تناولت حياتهم اليومية أيضا من خلال حثهم على التحلي بالأدب، التواضع تجاه الآخرين، البساطة، السخاء والزهد والتقشف وغير ذلك من الخصال الحميدة.
على غرار التعاليم الكونفشيوسية شدد البوشيدو على طاعة الوالدين، كما اعتبر أن أقصى درجات الشرف هي أن يخدم المحارب سيده بإخلاص حتى مماته. غير أنه يتوجب على الساموراي الالتزام المطلق بطاعة سيده، ولو على حساب الضرر الذي يمكن أن يلحق بوالديه وأهله.
يفترض على المحارب أن يتخذ بعض القرارات الحاسمة، وبالأخص إذا تعارضت بعض هذه المبادئ فيما بينها (الواجب والولاء مثلا). قد يضطر إلى رفض الامتثال إلى السلطة، إذ أن عليه أن يضع واجباته قبل كل شيء، حتى لو كلفه ذلك الخروج عن القانون. في بعض الحالات يتوجب على الساموراي أن يثبت إخلاصه -ويحافظ على شرفه- ويكفر عن أخطاءه ضد حاكميه عن طريق وضع حد لحياته (سيبوكو).
تم حصر الفضائل الأساسية التي يتوجب على المحاربين التحلي بها، في سبعة أمور وهي:
- الاستقامة (義 = Gi)
- الشجاعة (勇 = Yu)
- الإحسان والبر (仁 = Jin)
- الاحترام (礼 = Rei)
- الصدق (誠 = Makoto)
- الشرف (名誉 = Meiyo)
- الإخلاص والولاء (忠義 = Chuugi)

## تأثيره على الفن والأدب
قام مؤلفو مسرحيات نو، كابوكي وبونراكو، بالإضافة إلى كتاب الروايات، باقتباس بعض الأحداث الواقعية التي عايشها بعض المحاربين، على غرار مغامرات الـ«رونين» السبعة والأربعين، والذين قاموا بالانتقام لسيدهم «أكو»، بعد أن أجبره أعدائه على الانتحار بالسيبوكو (عن طريق شَقُ البطن)، تم القبض عليهم في النهاية وتقرر أن يتم معاقبتهم عن طريق إجبارهم على الانتحار طواعية على طريقة سيدهم. كان سرد تلك الوقائع يتم مع إبراز الحالة الملحمية والمغامرات البطولية التي تترتب عن التزام المحاربين بهذه التعاليم الأخلاقية.

## الأصول
يعود أصول البوشيدو إلى فترة كاماكورا (1185-1333م)، بعد سقوط النظام المركزي وبروز دور الزعماء الكبار في المقاطعات (داي-ميو)، دخلت البلاد في حالة حرب أهلية، وصاحب ذلك قيام طبقة جديدة من المحاربين، قام هؤلاء وبدافع من التعاليم الدينية (مذهب زن والكونفشيوسية) بوضع قانون أخلاقي ألزموا أنفسهم بإتباعه، كان التعاليم يتم تداولها بطريقة شفوية، تطورت هذه الأخيرة وفقا للتغيرات التي كان تعرفها طبقة المحاربين على مر الزمن. تم استعمال مصطلح بوشيدو لأول مرة أثناء فترة الحروب الأهلية التي عرفتها البلاد في القرن السادس عشر (أواخر فترة موروماتشي).

## الفترة الحديثة
استمر العمل بهذه التعاليم أثناء القرنين الـ18 والـ19 م، وكانت مصدر إلهام رجال الساموراي بعد أن تحولوا إلى مهن أخرى (بعضهم أنشأ مدارس لتعليم الفنون القتالية وبعضهم الآخر أصبح يشتغل لدى أحد الحكومة كأساتذة في تعليم أصول المبارزة بالسيف للمجندين الجدد)، كان استتباب الأمن والظروف السياسية الجديدة قد أجبرتهم على اعتزال القتال (راجع فترة إيدو)، نشأت أثناء هذه الفترة أغلب الفنون القتالية المعروفة في اليابان (على غرار الكندو).
في منتصف القرن الـ19م انتشرت تعاليم البوشيدو لتصبح مبادئ عامة تعدت حدود طبقة المحاربين لتشمل باقي الطبقات الأخرى. بعد حظر طبقة المحاربين أثناء فترة الإصلاحات (1871 م، راجع استعراش مييجي)، وإقرار الشنتو كديانة رسمية للدولة، أصبح البوشيدو منهجا للأمة بأسرها. تم إدخال تعاليمه على المنظومة التعليمة الجديدة، وأخذ يلقن للجيل الجديد، أصبح الركيزة الأساية في مناهج تعليم الأخلاق، على أنه تمت صياغته وفقا للظروف الجديدة، فاستبدل السيد الإقطاعي والذي كان يتوجب طاعته والتضحية من أجله بالإمبراطور.

## الإمبريالية والحرب العالمية
ساهمت تعاليم البوشيدو وبقسط كبير في تنمية الروح القومية اليابانية (إلى حد التطرف)، فإذا انضافت إليها تعاليم الشنتو، والتي تعتبر الإمبراطور الياباني سليلا لآلهة الشمس، يمكن لنا أن نفهم سبب استعلاء اليابانيين على الشعوب الآسيوية الأخرى، واندفاعهم لأول في تاريخهم خارج حدودهم ثم احتلال واستغلال الدول الآسيوية الأخرى.[بحاجة لمصدر] أثناء فترة الحرب العالمية الثانية، كانت هذه (التعاليم) الدافع وراء الروح المعنوية العالية التي تحلى بها المحاربون، على غرار طياري الكاميكازي، والمدنيون على السواء، يرى البعض[وفقًا لِمَن؟] أن هذه العقلية هي التي أجبرت الولايات المتحدة على استعمال السلاح الذري لأول مرة. بعد نهاية الحرب العالمية الثانية، قام الأمريكيون بحظر بعض الفنون القتالية نظرا لأنها كانت تحث على التطرف (حسب تفسيرهم).[بحاجة لمصدر]

## اقرأ أيضا
- موشين
- تسوجيغيري